# Greg Zuerlein
Greg Zuerlein (ur. 26 października 1988 w Cincinnati) – amerykański łyżwiarz figurowy startujący w parach tanecznych z Madison Chock. Uczestnik mistrzostw świata i czterech kontynentów, medalista zawodów z cyklu Grand Prix, mistrz świata juniorów (2009), zwycięzca finału Junior Grand Prix (2008) oraz mistrz Stanów Zjednoczonych juniorów (2009). 
Zakończył karierę amatorską 7 czerwca 2011 roku, a następnie do 2018 roku był trenerem par tanecznych w Novi, Michigan, gdzie wspólnie z Igorem Szpilbandem trenował m.in. parę Christina Carreira / Anthony Ponomarenko. 
28 marca 2014 roku podczas ceremonii w Maryland Zuerlein poślubił Philippe Maitrota, przedstawiciela Francji w Międzynarodowej Unii Łyżwiarskiej (ISU), który jest również sędzią łyżwiarskim i kontrolerem technicznym łyżwiarstwa synchronicznego.

## Osiągnięcia

### Z Madison Chock

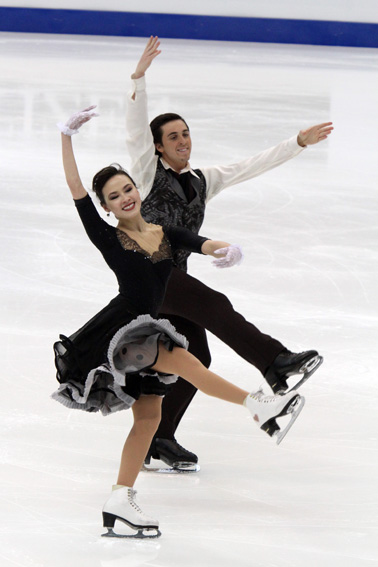
Chock i Zuerlein na mistrzostwach czterech kontynentów 2011

| Zawody                                | 06–07          | 07–08          | 08–09          | 09–10          | 10–11          |                |                |                |                |                |                |                |                |                |                |                |                |
| Międzynarodowe                        | Międzynarodowe | Międzynarodowe | Międzynarodowe | Międzynarodowe | Międzynarodowe | Międzynarodowe | Międzynarodowe | Międzynarodowe | Międzynarodowe | Międzynarodowe | Międzynarodowe | Międzynarodowe | Międzynarodowe | Międzynarodowe | Międzynarodowe | Międzynarodowe | Międzynarodowe |
| ------------------------------------- | -------------- | -------------- | -------------- | -------------- | -------------- | -------------- | -------------- | -------------- | -------------- | -------------- | -------------- | -------------- | -------------- | -------------- | -------------- | -------------- | -------------- |
| Mistrzostwa świata                    |                |                |                |                | 9              |                |                |                |                |                |                |                |                |                |                |                |                |
| Mistrzostwa czterech kontynentów      |                |                |                | 5              | 5              |                |                |                |                |                |                |                |                |                |                |                |                |
| GP Cup of China                       |                |                |                | 8              |                |                |                |                |                |                |                |                |                |                |                |                |                |
| GP Skate America                      |                |                |                | 6              |                |                |                |                |                |                |                |                |                |                |                |                |                |
| GP Skate Canada International         |                |                |                |                | 3              |                |                |                |                |                |                |                |                |                |                |                |                |
| GP Trophée Eric Bompard               |                |                |                |                | 3              |                |                |                |                |                |                |                |                |                |                |                |                |
| Międzynarodowe: Kategorie młodzieżowe |                |                |                |                |                |                |                |                |                |                |                |                |                |                |                |                |                |
| Mistrzostwa świata juniorów           |                |                | 1              |                |                |                |                |                |                |                |                |                |                |                |                |                |                |
| JGP Finał                             |                | 5              | 1              |                |                |                |                |                |                |                |                |                |                |                |                |                |                |
| JGP w Estonii                         |                | 1              |                |                |                |                |                |                |                |                |                |                |                |                |                |                |                |
| JGP w Niemczech                       |                | 3              |                |                |                |                |                |                |                |                |                |                |                |                |                |                |                |
| JGP w Wielkiej Brytanii               |                |                | 1              |                |                |                |                |                |                |                |                |                |                |                |                |                |                |
| JGP we Włoszech                       |                |                | 1              |                |                |                |                |                |                |                |                |                |                |                |                |                |                |
| Krajowe                               |                |                |                |                |                |                |                |                |                |                |                |                |                |                |                |                |                |
| Mistrzostwa Stanów Zjednoczonych      | 5 N            | 3 J            | 1 J            | 5              | 3              |                |                |                |                |                |                |                |                |                |                |                |                |
| Pacific Coast Sectionals              | 1 N            |                |                |                |                |                |                |                |                |                |                |                |                |                |                |                |                |

### Z Anastasią Olson
| Mistrzostwa Stanów Zjednoczonych | 12 N |
| Pacific Coast Sectionals         | 4 N  |